# Equivalent Oxide Thickness
 (juin 2021).
La mise en forme du texte ne suit pas les recommandations de Wikipédia : il faut le « wikifier ».
Les points d'amélioration suivants sont les cas les plus fréquents. Le détail des points à revoir est peut-être précisé sur la page de discussion.
- Les titres sont pré-formatés par le logiciel. Ils ne sont ni en capitales, ni en gras.
- Le texte ne doit pas être écrit en capitales (les noms de famille non plus), ni en gras, ni en italique, ni en « petit »…
- Le gras n'est utilisé que pour surligner le titre de l'article dans l'introduction, une seule fois.
- L'italique est rarement utilisé : mots en langue étrangère, titres d'œuvres, noms de bateaux, etc.
- Les citations ne sont pas en italique mais en corps de texte normal. Elles sont entourées par des guillemets français : « et ».
- Les listes à puces sont à éviter, des paragraphes rédigés étant largement préférés. Les tableaux sont à réserver à la présentation de données structurées (résultats, etc.).
- Les appels de note de bas de page (petits chiffres en exposant, introduits par l'outil «  Source ») sont à placer entre la fin de phrase et le point final[comme ça].
- Les liens internes (vers d'autres articles de Wikipédia) sont à choisir avec parcimonie. Créez des liens vers des articles approfondissant le sujet. Les termes génériques sans rapport avec le sujet sont à éviter, ainsi que les répétitions de liens vers un même terme.
- Les liens externes sont à placer uniquement dans une section « Liens externes », à la fin de l'article. Ces liens sont à choisir avec parcimonie suivant les règles définies. Si un lien sert de source à l'article, son insertion dans le texte est à faire par les notes de bas de page.
- La présentation des références doit suivre les conventions bibliographiques. Il est recommandé d'utiliser les modèles {{Ouvrage}}, {{Chapitre}}, {{Article}}, {{Lien web}} et/ou {{Bibliographie}}. Le mode d'édition visuel peut mettre en forme automatiquement les références.
- Insérer une infobox (cadre d'informations à droite) n'est pas obligatoire pour parachever la mise en page.

Pour une aide détaillée, merci de consulter Aide:Wikification.
Si vous pensez que ces points ont été résolus, vous pouvez retirer ce bandeau et améliorer la mise en forme d'un autre article.
L'equivalent oxide thickness (« épaisseur d'oxyde équivalente » en anglais) ou EOT, généralement exprimée en nanomètres (nm), est l'épaisseur d'une couche de {\displaystyle {\ce {SiO2}}} offrant les mêmes propriétés électriques qu'une couche de matériau diélectrique high-k.
Le terme EOT est souvent utilisé pour la description de transistors à effet de champ à grille métal-oxyde (MOSFET), dont le fonctionnement repose sur la présence d'une électrode isolante nommée grille, constituée chimiquement d'un oxyde, et de régions en matériaux semi-conducteurs dopés. Les performances du transistor dépendent largement de l'épaisseur de la grille isolante en {\displaystyle {\ce {SiO2}}}, s'améliorant grâce à une diminution de cette épaisseur. Au cours de l'histoire industrielle de la micro-électronique, cette épaisseur de grille n'a cessé de diminuer. Lorsqu'elle a atteint un niveau de l'ordre de 5 à 10 nm, l'augmentation des courants de fuite du transistor est devenue problématique, et il a été nécessaire de faire appel à de nouveau oxydes de grille, autres que le {\displaystyle {\ce {SiO2}}}. Ces nouveaux matériaux de grille ayant des épaisseurs équivalentes plus faibles que le {\displaystyle {\ce {SiO2}}}, mais une épaisseur réelle similaire, ils permettent d'augmenter la vitesse de commutation du dispositif sans pour autant augmenter ses courants de fuite. 
Par exemple, un matériau high-k ayant une permittivité de 39 (comparée à la permittivité du {\displaystyle {\ce {SiO2}}}, valant 3,9) serait, à performances égales, dix fois plus épais que le {\displaystyle {\ce {SiO2}}}, permettant ainsi de réduire les courants de fuite à travers la grille, tout en offrant la même capacité et des performances élevées. En d'autres termes, c'est une couche de {\displaystyle {\ce {SiO2}}} dont l'épaisseur serait égale à un dixième de la couche de high-k qui serait nécessaire pour obtenir des performances similaires sans pour autant accroître les courants de fuite, soit encore : l'EOT de matériau high-k considéré vaut un dixième de son épaisseur réelle.
De façon générale, l'EOT se formule comme suit :
{\displaystyle \mathrm {EOT} =t_{\text{high-κ}}\left({\frac {k_{{\text{SiO}}_{2}}}{k_{\text{high-κ}}}}\right)}
L'EOT, en permettant de convertir une donnée physique (en l'occurrence, la permittivité) en donnée géométrique (une épaisseur) est pratique pour comparer rapidement divers matériaux high-k au {\displaystyle {\ce {SiO2}}} standard.